# Allium karelinii
Allium karelinii är en amaryllisväxtart som beskrevs av Poljak. Allium karelinii ingår i släktet lökar, och familjen amaryllisväxter. Inga underarter finns listade i Catalogue of Life.